# (8117) Yuanlongping
(8117) Yuanlongping (1996 SD1) – planetoida z grupy pasa głównego asteroid okrążająca Słońce w ciągu 5,28 lat w średniej odległości 3,03 au. Odkryta 18 września 1996 roku.